# Никола Николић Николица
Никола Николић Николица (Засковци, 22. новембар 1937 — Пирот, 28. новембар 2021) био је српски сликар и педагог. Био је дугогодишњи члан ДЛУП-а.

## Биографија
У Засковцима је завршио четири разреда основне школе. Више разреде завршио је у Пироту и Ковину. После двогодишњег школовања у Пироту (за то време био је штићеник Дечијег дома), седми и осми разред завршио је у Ковину код стрица Светозара. По завршетку основне школе, захваљујући општинској стипендији, школовање је наставио у Нишу, у Уметничкој школи на одсеку декоративног сликарства, у класи Чедомира Крстића. Док је био у Нишу, живео је у интернату.
Октобра 1956. године Секретаријат за просвету и културу Народног одбора среза Пирот га је обавестио да нема места за њега у просвети. Дипломирао је две године касније. Године 1967. у Скопљу је дипломирао на Педагошкој академији (група ликовно васпитање). У међувремену, после одслужења војног рока 1961. године, распоредом добија посао у основној школи „Павле Крстић“ у Пироту и у њој је провео читав радни век.
Од 1967. године Никола Николић у посебним албумима слика портрете ученика Основне школе „Павле Крстић“ који су добили диплому „Вук Караџић“.
Држао је Летњу школе портрета у којима су учествовали и млађи и старији.
Преминуо је 2021. године у Пироту.

## Дела
Портрет доминира не као појединачна форма већ и у оквиру група. Радио је портрете дечака и девојчица који пролазе током његовог педагошког рада. Дотерани или урађени само као забелешка у свесци, портрети одишу реализмом. Своје узоре тражи у Реноару и доследно примењује његова сазнања у области колорита и композиције. Користи и могућности техника уља, темпере, акварела, цртежа, лавираног туша а најчешће могућности технике пастела. Ликовни израз Николића креће се од реализма и експресионизма до импресионизма. Његова интересовања окренута су животу и свету који га окружује. Човек је једина његова тема, чак опсесија. Објекти из стварности и људске фигуре, обликовани су реалистички. Цртеж је минуциозан и калиграфски тачан. У области пејзажа, мртве природе и графике, Николић показује једнако добро сналажење као и у портрету јер је иза њега огромно знање и искуство.

## Изложбе
- од 1977. године излаже на редовним годишњим изложбама Друштва ликовних уметника и педагога
- 1981. самостална изложба цртежа и пастела у Фабрици одеће „Први мај“ у Пироту
- 1981. самостална изложба портрета и пејзажа у Галерији Центра за културу у Пироту
- 2001. „Ликовно стваралаштво бивших ученика и наставника школе 'Свети Сава' у Пироту